# Großdeinbach
Großdeinbach ist ein Stadtteil von Schwäbisch Gmünd in Baden-Württemberg.
Er liegt im Nordwesten des Stadtgebietes und hat eine Gesamtfläche von 14,28 km², verteilt auf Großdeinbach (6,99 km²), Hangendeinbach (2,12 km²), Kleindeinbach (1,15 km²), Radelstetten (2,18 km²), Waldau (0,82 km²) und Wustenriet (1,01 km²). Der Gmünder Stadtteil Großdeinbach zählte im Jahr 2017 3.976 Einwohner, davon entfielen 2.123 auf Großdeinbach selbst, 90 auf Hangendeinbach, 188 auf Kleindeinbach, 31 auf Radelstetten, 618 auf Waldau und 926 auf Wustenriet.

## Geschichte

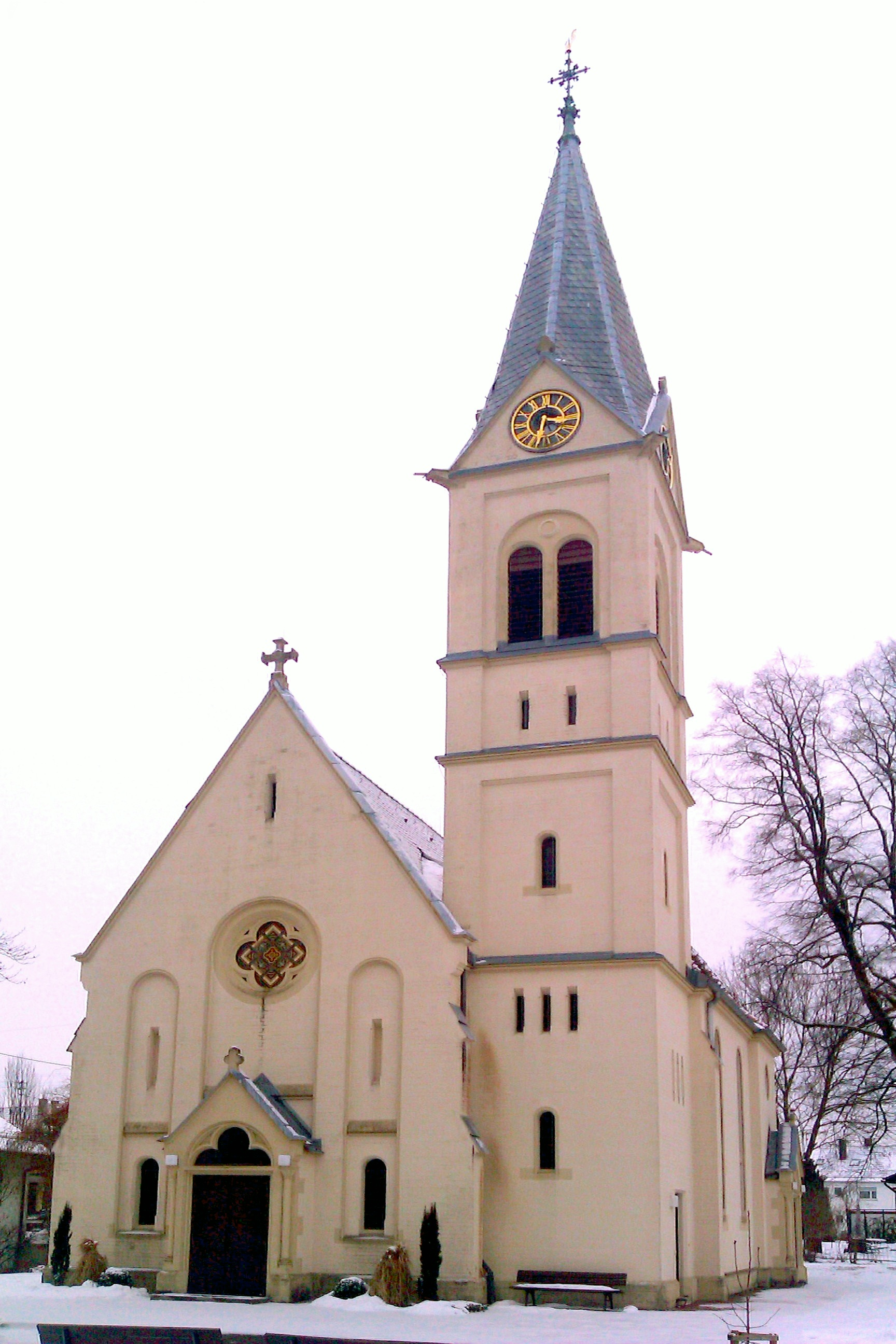
Evangelische Kirche

Erste urkundliche Erwähnung findet der Ort 1271 und 1275 unter dem Namen Tainbuch bzw. Tainbuoch. Im Laufe der Zeit entstanden die Siedlungen Kleindeinbach, Hangendeinbach, Wustenriet, Radelstetten, Waldau, Haselbach-Söldhaus. Der Dreißigjährige Krieg von 1618 bis 1648 brachte am Ort verheerende Hungersnöte und die Pest mit sich, der unzählige Menschen zum Opfer fielen.
Durch königliches Dekret vom 27. Oktober 1810 erhielt die Gemeinde Großdeinbach als Stabsgemeinde ihre Selbständigkeit und wurde beträchtlich vergrößert. Das Gemeindegebiet reichte nun vom Leintal im Norden bis zum Aasrücken im Süden. Es umfasste dabei folgende Gemeindeteile: Groß-, Klein- und Hangendeinbach, Wustenriet, Waldau, Haselbach-Söldhaus, Pfersbach, Lenglingen, Radelstetten, Schnellhöfle, Beutenhof, Sachsenhof, Ziegerhof und Wetzgau, das 1938 dann zwangsweise nach Schwäbisch Gmünd umgemeindet werden sollte. Der Verwaltung standen lange Bauernschultheiße vor; erst im Jahre 1858 wählten die Bewohner einen Verwaltungsfachmann. Nach dem Zweiten Weltkrieg wurden viele Vertriebene aufgenommen und integriert.
Das ehemalige Bauerndorf Großdeinbach, das noch Anfang der 60er Jahre etwa sechs hauptberufliche und über 20 nebenberufliche Landwirte besaß, wandelte sich seitdem zum Arbeiterwohnort mit nur noch zwei haupt- und drei nebenberuflichen landwirtschaftlichen Betrieben. Derselbe Strukturwandel zeigt sich auch in den Teilorten.
Auf dem Gebiet von Großdeinbach liegt die Burgruine Waldau.

## Eingemeindung
Am 1. März 1972 wurde die Gemeinde Großdeinbach im Zuge der Gebietsreform nach Mehrheitsbeschluss der Bürger nach Schwäbisch Gmünd eingemeindet. Im Zuge dieser Eingemeindung lösten sich einige Teilorte von der ehemaligen Muttergemeinde: Pfersbach kam zu Mutlangen, Lenglingen zu Göppingen und Schnellhöfle mit Beutenhof zu Lorch. Für den Stadtbezirk Großdeinbach, Klein- und Hangendeinbach, Wustenriet, Waldau, Haselbach-Söldhaus, Sachsenhof, Radelstetten und Ziegerhof wurde ein Ortschaftsrat gebildet, der die Interessen der ehemaligen Gemeinde gegenüber der Stadt vertritt.
Großdeinbach besitzt eine Grundschule, vier Kindergärten, ein Seniorenzentrum und hat durch seine 18 Vereine ein reges kulturelles Leben.

## Ehrenbürger
- Adolf Glos (1889–1983), ehemaliger Bürgermeister

## Verkehr

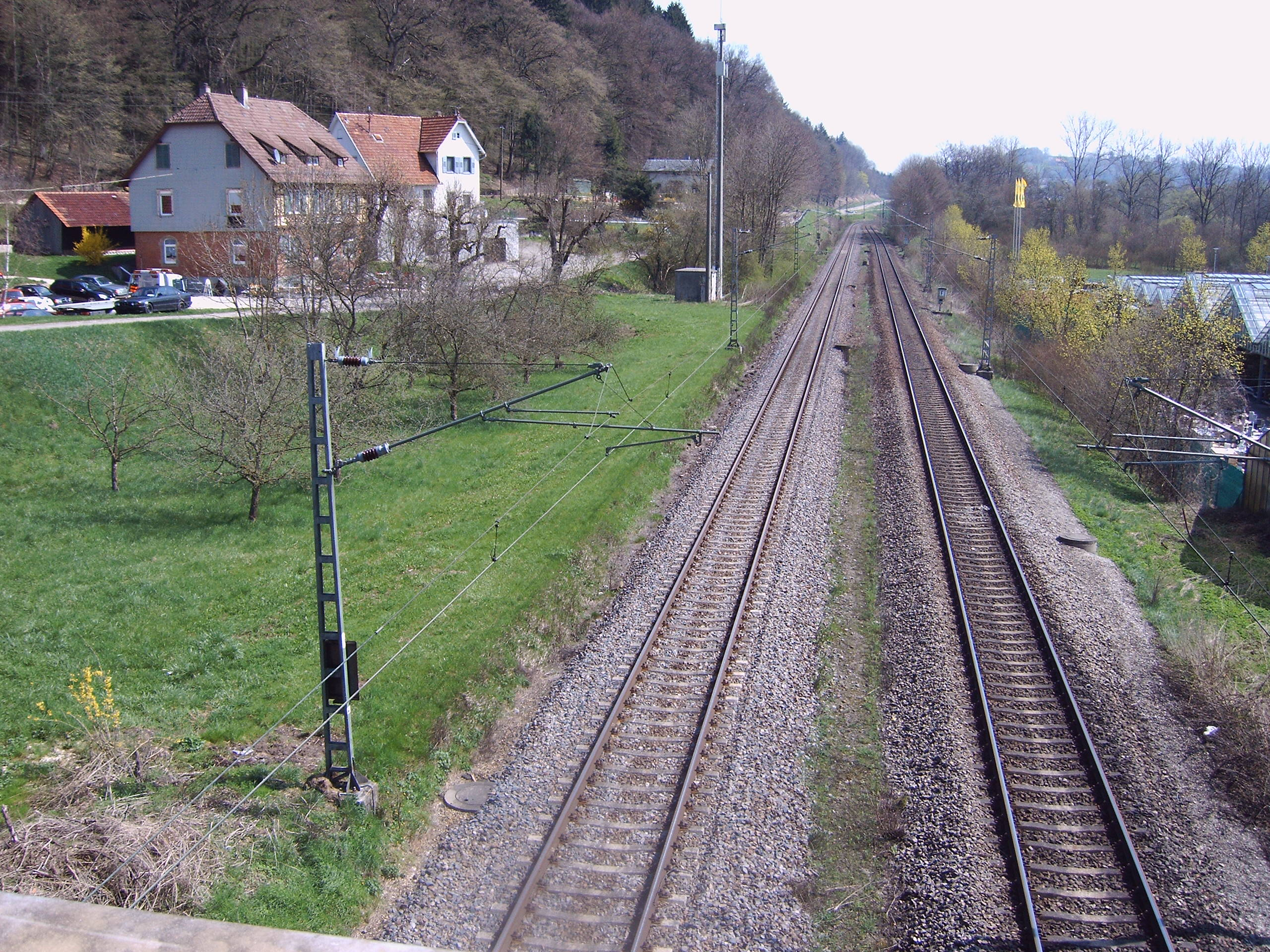
Der ehemalige Bahnhaltepunkt

Südlich des Ortes führt, autobahnähnlich ausgebaut und über die K 3268 erreichbar, die Stuttgart mit Aalen verbindende Bundesstraße 29 vorbei. Die nächsten zwei Bahnanschlüsse liegen an der Remsbahn, es sind der Schwäbisch Gmünder und der Lorcher Bahnhof. Von 1905 bis 1962 gab es einen Haltepunkt Deinbach; er lag ebenfalls im Remstal, nördlich des Flusses gegenüber der Gmünder Kläranlage und in der Nähe der Brücke der K 3329 nach Maitis.
Von 1911 bis zu seiner Eingemeindung 1972 besaß Großdeinbach durch seinen Ortsteil Lenglingen auch eine Haltestelle an der Hohenstaufenbahn.